# Collins Fai
Collins Fai (Bamenda, Camerún, 13 de agosto de 1992) es un futbolista camerunés que juega como defensa en el F. K. Sloboda Tuzla de la Liga Premier de Bosnia y Herzegovina. También es internacional con la selección de fútbol de Camerún, con la cual ha obtenido una Copa Africana de Naciones.

## Trayectoria

### Inicios en Camerún
Producto del PWD Bamenda, equipo de la Tercera División de Camerún, llega al Union Douala de la élite del fútbol camerunés en 2011. Precisamente en la temporada 2011/12, jugó 18 partidos y el Douala se coronó campeón de la Primera División de Camerún, logrando el título luego de 20 años y permitiendo a Fai ser convocado a la selección de fútbol de Camerún. Sin embargo la falta de juego en la siguiente temporada hizo que fuera prestado al Njala Quan. En el club de Limbe, anotó su primer gol y vio algo más de regularidad hasta que partió a Europa.

### Dinamo de Bucarest
En verano de 2013, Fai viajó a Rumania a pasar pruebas con el Pandurii Târgu Jiu, sin embargo llegó tarde debido a los problemas con la visa y el club decidió que ya no lo quería. Fai de momento se quedó con unos amigos en la ciudad Cluj-Napoca hasta que visitó con ellos el parque deportivo de la Universidad Babeș-Bolyai en la misma ciudad, en un día de fútbol de los estudiantes de la Facultad de Educación Física y Deportes. Fue ahí donde el empresario Cristian Hossu vio su talento y decidió llevarlo a una sesión de entrenamiento. Eventualmente Hossu decidió recomendarlo al Dinamo de Bucarest, uno de los equipos más importantes del país.
En junio de 2013 y con 21 años Fai se unió al Dinamo de Bucarest de la Liga I tras superar las pruebas, firmando por tres temporadas y visto por el técnico como una opción viable para el puesto de lateral derecho con probabilidad igual de jugar como lateral izquierdo. El 19 de julio debutó con el Dinamo en la primera fecha de la liga rumana ante el Poli Timișoara. Fai ingresó cuando faltaban 20 minutos en lugar de Steliano Filipsin embargo su equipo perdió 2-0 de visita. En su primera temporada solo disputó 12 encuentros oficiales debido a una lesión y posterior cirugía de ligamento cruzado que lo dejó fuera de las canchas poco más de seis meses.
En la temporada 2014/15, Fai se adueñó de la banda derecha del Dinamo jugando casi todos los encuentros, al igual que en la campaña 2015/16, donde también disputó algunos partidos como lateral izquierdo.

### Standard Lieja
A mediados de enero de 2016, Fai de 23 años firmó un contrato de cuatro años y medio que expira en junio de 2020 con el Standard Lieja de la Primera División de Bélgica. El 20 de febrero debutó oficialmente en la fecha 23 del campeonato belga frente al Charleroi, en un encuentro en que su club venció 3-0 de local con Fai jugando todo el partido. Poco después jugó la final de la Copa de Bélgica, venciendo 2-1 al Club Brujas, en lo que significó su segundo título a nivel de clubes.
Arrancó la siguiente temporada (16/17) como titular en la Supercopa de Bélgica, sin embargo el Brujas se cobró la revancha venciendo 2-1 al Standard Lieja. Fue titular en la fase de grupos de la Liga Europea de la UEFA y la liga pese a que se perdió varios encuentros por suspensiones y por su participación en la Copa Africana de Naciones con su selección.

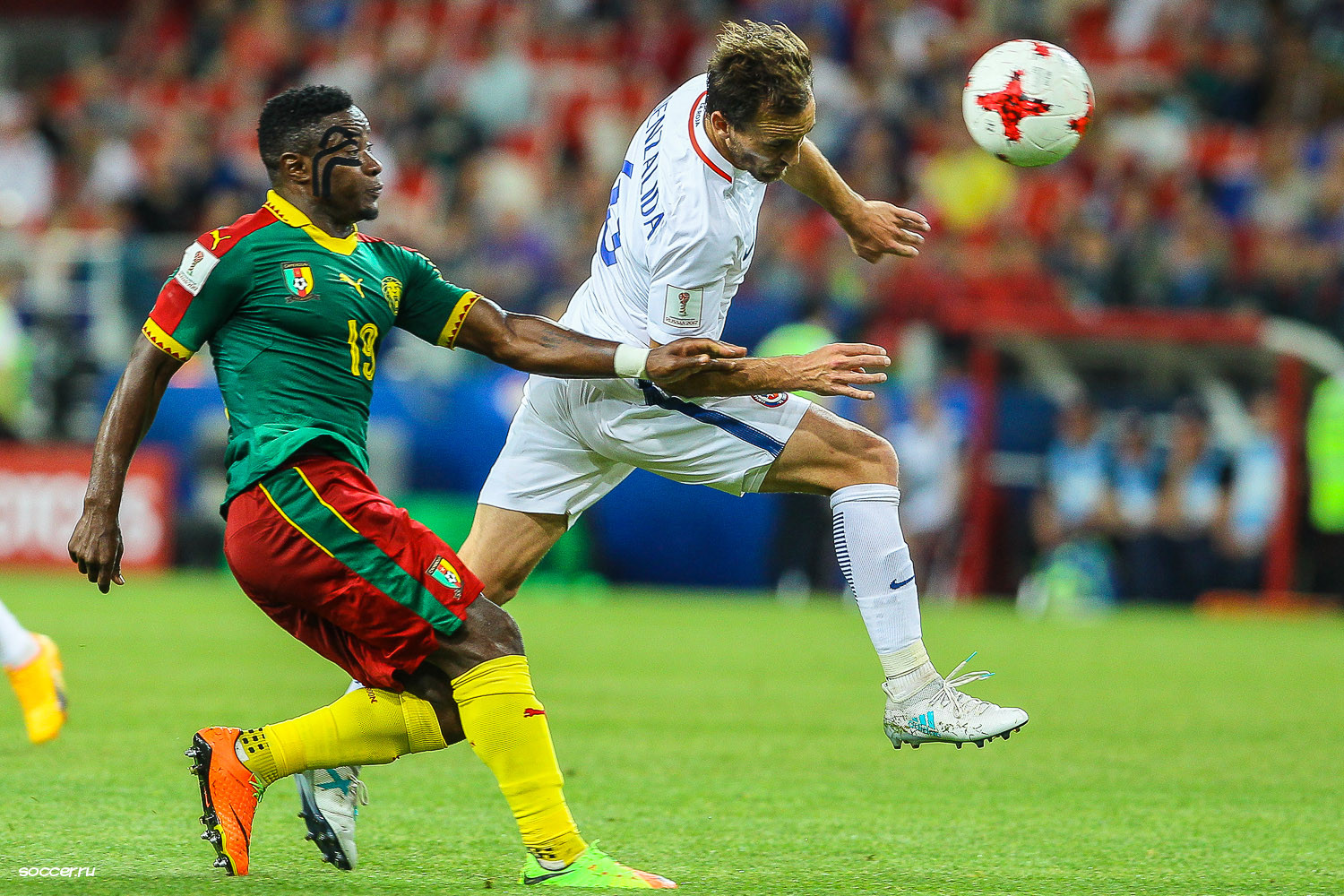
Disputando un balón con José Pedro Fuenzalida de por la Copa Confederaciones de 2017.

La campaña 2017/18 fue clave para el Standard Lieja puesto que quedaron segundos en la liga con Fai ya de titular indiscutible jugando varios partidos de lateral izquierdo en los últimos meses de la temporada. En la última fecha, Fai anotó su primer gol en Bélgica, dándole la victoria a su equipo en el 3-2 sobre el Oostende. En la siguiente jornada, el 17 de marzo de 2018, disputó nuevamente la final de la Copa de Bélgica, jugando de titular como lateral por la banda izquierda y ayudando a que su equipo se corone campeón nuevamente al derrotar por 1-0 en tiempo extra al KRC Genk.
El 22 de julio de 2018 volvieron a perder la Supercopa de Bélgica, nuevamente frente al Brujas por 2-1.
El 29 de enero de 2022, mientras disputaba la Copa Africana de Naciones 2021 con Camerún, se anunció su traspaso al Al-Tai. Dejó el club en julio del año siguiente y estuvo sin equipo hasta que a finales de año fichó por el F. K. Radnički Niš. Allí completó la campaña y volvió a ser agente libre, situación en la que permaneció hasta su fichaje por el F. K. Sloboda Tuzla en febrero de 2025.

## Selección nacional
Collins Fai forma parte de la selección de fútbol de Camerún, con la cual ha disputado 56 encuentros, 54 de ellos reconocidos por la FIFA. Debutó el 16 de noviembre de 2012, cuando aún jugaba en África, en un amistoso contra Indonesia que finalizó sin goles. 
En 2015 disputó otro amistoso y en septiembre de 2016 un partido más por la clasificación para la Copa Africana de Naciones. El 12 de diciembre de 2016, el técnico Hugo Broos lo convocó en una nómina de 35 jugadores para afrontar la Copa Africana de Naciones de 2017 disputada en Gabón. Poco después ocho jugadores declinaron su llamado a la selección, entre ellos los laterales Maxime Poundjé (izquierdo) y Allan Nyom (derecho). El 4 de enero de 2017, Fai entró en la lista final para disputar el torneo, quedando fuera el lateral izquierdo Henri Bedimo.
Recibiendo el dorsal #19, Fai fue el lateral derecho titular de la selección de Camerún que se coronó campeona del torneo derrotando en la final a Egipto. Fai jugó todos los encuentros exceptuando el primero frente a Burkina Faso.
A mitad de 2017, fue titular en los tres encuentros que su selección disputó en la Copa Confederaciones 2017, pero jugando de lateral izquierdo y con Ernest Mabouka en la banda derecha. Camerún quedó eliminada en la fase de grupos y posteriormente no pudo clasificar a la Copa Mundial de Fútbol de 2018.
Antes de formar parte de la selección absoluta, Fai ya había integrado las categorías sub-21 y sub-23 de Camerún.

### Participación en Copa Africana de Naciones
| Torneo                         | Sede    | Resultado        | Partidos | Goles |
| ------------------------------ | ------- | ---------------- | -------- | ----- |
| Copa Africana de Naciones 2017 | Gabón   | Campeón          | 5        | 0     |
| Copa Africana de Naciones 2019 | Egipto  | Octavos de final | 3        | 0     |
| Copa Africana de Naciones 2021 | Camerún | Tercer puesto    | 6        | 0     |

### Participación en Copa Confederaciones
| Torneo                    | Sede  | Resultado      | Partidos | Goles |
| ------------------------- | ----- | -------------- | -------- | ----- |
| Copa Confederaciones 2017 | Rusia | Fase de grupos | 3        | 0     |

## Vida personal
Es hermano del futbolista Gilead Fai, con quien se inició en el fútbol en el PWD Bamenda. Aunque Gilead nunca partió a la élite o a una liga mejor, en algún momento hubo conversaciones para unirse a su hermano en el Dinamo de Bucarest. Sin embargo fue acusado de falsificar su pasaporte y mentir sobre su edad, tras supuestamente haber nacido en 1988 y no en 1995.

## Estadísticas

### Clubes
Actualizado el 31 de mayo de 2023.
| Union Douala Camerún | 1.ª           | 2011-12       | 18  | 0 | 0  | 0 | 0  | 0 | 18  | 0 |
| Union Douala Camerún | Total club    | Total club    | 18  | 0 | 0  | 0 | 0  | 0 | 18  | 0 |
| Njala Quan Camerún | 1.ª           | 2013          | 6   | 1 | 0  | 0 | —  | — | 6   | 1 |
| Njala Quan Camerún | Total club    | Total club    | 6   | 1 | 0  | 0 | 0  | 0 | 6   | 1 |
| Dinamo de Bucarest · Rumania | 1.ª           | 2013-14       | 11  | 0 | 1  | 0 | —  | — | 12  | 0 |
| Dinamo de Bucarest · Rumania | 1.ª           | 2014-15       | 24  | 0 | 4  | 0 | —  | — | 28  | 0 |
| Dinamo de Bucarest · Rumania | 1.ª           | 2015-16       | 21  | 0 | 5  | 0 | —  | — | 26  | 0 |
| Dinamo de Bucarest · Rumania | Total club    | Total club    | 56  | 0 | 10 | 0 | 0  | 0 | 66  | 0 |
| Standard Lieja · Bélgica | 1.ª           | 2015-16       | 7   | 0 | 1  | 0 | 0  | 0 | 8   | 0 |
| Standard Lieja · Bélgica | 1.ª           | 2016-17       | 18  | 0 | 1  | 0 | 5  | 0 | 24  | 0 |
| Standard Lieja · Bélgica | 1.ª           | 2017-18       | 32  | 1 | 6  | 0 | —  | — | 38  | 1 |
| Standard Lieja · Bélgica | 1.ª           | 2018-19       | 30  | 1 | 1  | 0 | 7  | 0 | 38  | 1 |
| Standard Lieja · Bélgica | 1.ª           | 2019-20       | 8   | 0 | 2  | 1 | 3  | 0 | 13  | 1 |
| Standard Lieja · Bélgica | 1.ª           | 2020-21       | 19  | 0 | 1  | 0 | 8  | 0 | 28  | 0 |
| Standard Lieja · Bélgica | 1.ª           | 2021-22       | 11  | 1 | 2  | 0 | 0  | 0 | 13  | 1 |
| Standard Lieja · Bélgica | Total club    | Total club    | 125 | 3 | 14 | 1 | 23 | 0 | 162 | 4 |
| Al-Tai S. C. Arabia Saudita | 1.ª           | 2021-22       | 9   | 0 | 0  | 0 | 0  | 0 | 9   | 0 |
| Al-Tai S. C. Arabia Saudita | 1.ª           | 2022-23       | 25  | 0 | 0  | 0 | 0  | 0 | 25  | 0 |
| Al-Tai S. C. Arabia Saudita | Total club    | Total club    | 34  | 0 | 0  | 0 | 0  | 0 | 34  | 0 |
| Total carrera | Total carrera | Total carrera | 239 | 4 | 24 | 1 | 15 | 0 | 278 | 5 |
| (1)Incluye datos de la Copa de Rumania (2013/14, 2014/15 y 2015/16), la Copa de la Liga de Rumania (2014/15 y 2015/16), la Copa de Bélgica (2015/16, 2017/18 y 2019/20) y la Supercopa de Bélgica (2016 y 2018). No se tienen datos sobre su participación en la Copa de Camerún. (2)Incluye datos de la Liga Europa de la UEFA (2016/17, 2018/19 y 2019/20) y la Liga de Campeones de la UEFA (2018/19). |               |               |     |   |    |   |    |   |     |   |

### Selección nacional
| \| PJ \| Fecha \| Ciudad \| Local \| Resultado \| Visitante \| Competición \| Goles \| Asist. \| \| ----- \| ---------- \| --------------- \| --------- \| --------- \| ------------------------------- \| ------------------------------ \| ----- \| ------ \| \| 1. \| 16-11-2012 \| Yakarta \| Indonesia \| 0–0 \| Camerún \| Amistoso \| 0 \| 0 \| \| 2. \| 11-10-2015 \| Bruselas \| Nigeria \| 3–0 \| Camerún \| Amistoso \| 0 \| 0 \| \| 3. \| 03-09-2016 \| Limbe (Camerún) \| Camerún \| 2–0 \| Gambia \| Clasif. Copa Africana 2017 \| 0 \| 0 \| \| 4. \| 05-01-2017 \| Yaundé \| Camerún \| 2–0 \| República Democrática del Congo \| Amistoso \| 0 \| 0 \| \| 5. \| 10-01-2017 \| Yaundé \| Camerún \| 1–1 \| Zimbabue \| Amistoso \| 0 \| 0 \| \| 6. \| 18-01-2017 \| Libreville \| Camerún \| 2–1 \| Guinea-Bisáu \| Copa Africana 2017 \| 0 \| 0 \| \| 7. \| 22-01-2017 \| Libreville \| Gabón \| 0–0 \| Camerún \| Copa Africana 2017 \| 0 \| 0 \| \| 8. \| 28-01-2017 \| Franceville \| Senegal \| 0–0 \| Camerún \| Copa Africana 2017 \| 0 \| 0 \| \| 9. \| 02-02-2017 \| Franceville \| Camerún \| 2–0 \| Ghana \| Copa Africana 2017 \| 0 \| 0 \| \| 10. \| 05-02-2017 \| Libreville \| Egipto \| 1–2 \| Camerún \| Copa Africana 2017 \| 0 \| 0 \| \| 11. \| 24-03-2017 \| Monastir \| Túnez \| 0–1 \| Camerún \| Amistoso \| 0 \| 0 \| \| 12. \| 10-06-2017 \| Yaundé \| Camerún \| 1–0 \| Marruecos \| Clasif. Copa Africana 2019 \| 0 \| 0 \| \| 13. \| 18-06-2017 \| Moscú \| Camerún \| 0–2 \| Chile \| Copa Confederaciones 2017 \| 0 \| 0 \| \| 14. \| 22-06-2017 \| San Petersburgo \| Camerún \| 1–1 \| Australia \| Copa Confederaciones 2017 \| 0 \| 0 \| \| 15. \| 25-06-2017 \| Sochi \| Alemania \| 3–1 \| Camerún \| Copa Confederaciones 2017 \| 0 \| 0 \| \| 16. \| 01-09-2017 \| Uyo \| Nigeria \| 4–0 \| Camerún \| Clasif. Copa Mundial 2018 \| 0 \| 0 \| \| 17. \| 04-09-2017 \| Yaundé \| Camerún \| 1–1 \| Nigeria \| Clasif. Copa Mundial 2018 \| 0 \| 0 \| \| 18. \| 07-10-2017 \| Yaundé \| Camerún \| 2–0 \| Argelia \| Clasif. Copa Mundial 2018 \| 0 \| 0 \| \| 19. \| 25-03-2018 \| Kuwait \| Kuwait \| 1–3 \| Camerún \| Amistoso \| 0 \| 1 \| \| 20. \| 27-05-2018 \| Beauvais \| Camerún \| 0–1 \| Burkina Faso \| Amistoso \| 0 \| 0 \| \| 21. \| 08-09-2018 \| Mitsamiouli \| Comoras \| 1–1 \| Camerún \| Clasif. Copa Africana 2019 \| 0 \| 0 \| \| 22. \| 12-10-2018 \| Yaundé \| Camerún \| 1–0 \| Malaui \| Clasif. Copa Africana 2019 \| 0 \| 0 \| \| 23. \| 16-10-2018 \| Blantyre \| Malaui \| 0–0 \| Camerún \| Clasif. Copa Africana 2019 \| 0 \| 0 \| \| 24. \| 16-11-2018 \| Casablanca \| Marruecos \| 2–0 \| Camerún \| Clasif. Copa Africana 2019 \| 0 \| 0 \| \| 25. \| 23-03-2019 \| Yaundé \| Camerún \| 3–0 \| Comoras \| Clasif. Copa Africana 2019 \| 0 \| 0 \| \| 26. \| 09-06-2019 \| Majadahonda \| Camerún \| 2–1 \| Zambia \| Amistoso \| 0 \| 0 \| \| 27. \| 14-06-2019 \| Al Wakrah \| Camerún \| 1–1 \| Malí \| Amistoso \| 0 \| 0 \| \| 28. \| 29-06-2019 \| Ismailia \| Camerún \| 0–0 \| Ghana \| Copa Africana de Naciones 2019 \| 0 \| 0 \| \| 29. \| 02-07-2019 \| Ismailia \| Benín \| 0–0 \| Camerún \| Copa Africana de Naciones 2019 \| 0 \| 0 \| \| 30. \| 06-07-2019 \| Alejandría \| Nigeria \| 3–2 \| Camerún \| Copa Africana de Naciones 2019 \| 0 \| 0 \| \| 31. \| 12-10-2019 \| Radès \| Túnez \| 0–0 \| Camerún \| Amistoso \| 0 \| 0 \| \| 32. \| 13-11-2019 \| Yaundé \| Camerún \| 0–0 \| Cabo Verde \| Clasif. Copa Africana 2021 \| 0 \| 0 \| \| 33. \| 17-11-2019 \| Kigali \| Ruanda \| 0–1 \| Camerún \| Clasif. Copa Africana 2021 \| 0 \| 1 \| \| Total \| \| Presencias \| 33 \| \| \| Goles y asistencias \| 0 \| 2 \| |            |                 |           |           |                                 |                                |       |        |
| PJ | Fecha      | Ciudad          | Local     | Resultado | Visitante                       | Competición                    | Goles | Asist. |
| 1. | 16-11-2012 | Yakarta         | Indonesia | 0–0       | Camerún                         | Amistoso                       | 0     | 0      |
| 2. | 11-10-2015 | Bruselas        | Nigeria   | 3–0       | Camerún                         | Amistoso                       | 0     | 0      |
| 3. | 03-09-2016 | Limbe (Camerún) | Camerún   | 2–0       | Gambia                          | Clasif. Copa Africana 2017     | 0     | 0      |
| 4. | 05-01-2017 | Yaundé          | Camerún   | 2–0       | República Democrática del Congo | Amistoso                       | 0     | 0      |
| 5. | 10-01-2017 | Yaundé          | Camerún   | 1–1       | Zimbabue                        | Amistoso                       | 0     | 0      |
| 6. | 18-01-2017 | Libreville      | Camerún   | 2–1       | Guinea-Bisáu                    | Copa Africana 2017             | 0     | 0      |
| 7. | 22-01-2017 | Libreville      | Gabón     | 0–0       | Camerún                         | Copa Africana 2017             | 0     | 0      |
| 8. | 28-01-2017 | Franceville     | Senegal   | 0–0       | Camerún                         | Copa Africana 2017             | 0     | 0      |
| 9. | 02-02-2017 | Franceville     | Camerún   | 2–0       | Ghana                           | Copa Africana 2017             | 0     | 0      |
| 10. | 05-02-2017 | Libreville      | Egipto    | 1–2       | Camerún                         | Copa Africana 2017             | 0     | 0      |
| 11. | 24-03-2017 | Monastir        | Túnez     | 0–1       | Camerún                         | Amistoso                       | 0     | 0      |
| 12. | 10-06-2017 | Yaundé          | Camerún   | 1–0       | Marruecos                       | Clasif. Copa Africana 2019     | 0     | 0      |
| 13. | 18-06-2017 | Moscú           | Camerún   | 0–2       | Chile                           | Copa Confederaciones 2017      | 0     | 0      |
| 14. | 22-06-2017 | San Petersburgo | Camerún   | 1–1       | Australia                       | Copa Confederaciones 2017      | 0     | 0      |
| 15. | 25-06-2017 | Sochi           | Alemania  | 3–1       | Camerún                         | Copa Confederaciones 2017      | 0     | 0      |
| 16. | 01-09-2017 | Uyo             | Nigeria   | 4–0       | Camerún                         | Clasif. Copa Mundial 2018      | 0     | 0      |
| 17. | 04-09-2017 | Yaundé          | Camerún   | 1–1       | Nigeria                         | Clasif. Copa Mundial 2018      | 0     | 0      |
| 18. | 07-10-2017 | Yaundé          | Camerún   | 2–0       | Argelia                         | Clasif. Copa Mundial 2018      | 0     | 0      |
| 19. | 25-03-2018 | Kuwait          | Kuwait    | 1–3       | Camerún                         | Amistoso                       | 0     | 1      |
| 20. | 27-05-2018 | Beauvais        | Camerún   | 0–1       | Burkina Faso                    | Amistoso                       | 0     | 0      |
| 21. | 08-09-2018 | Mitsamiouli     | Comoras   | 1–1       | Camerún                         | Clasif. Copa Africana 2019     | 0     | 0      |
| 22. | 12-10-2018 | Yaundé          | Camerún   | 1–0       | Malaui                          | Clasif. Copa Africana 2019     | 0     | 0      |
| 23. | 16-10-2018 | Blantyre        | Malaui    | 0–0       | Camerún                         | Clasif. Copa Africana 2019     | 0     | 0      |
| 24. | 16-11-2018 | Casablanca      | Marruecos | 2–0       | Camerún                         | Clasif. Copa Africana 2019     | 0     | 0      |
| 25. | 23-03-2019 | Yaundé          | Camerún   | 3–0       | Comoras                         | Clasif. Copa Africana 2019     | 0     | 0      |
| 26. | 09-06-2019 | Majadahonda     | Camerún   | 2–1       | Zambia                          | Amistoso                       | 0     | 0      |
| 27. | 14-06-2019 | Al Wakrah       | Camerún   | 1–1       | Malí                            | Amistoso                       | 0     | 0      |
| 28. | 29-06-2019 | Ismailia        | Camerún   | 0–0       | Ghana                           | Copa Africana de Naciones 2019 | 0     | 0      |
| 29. | 02-07-2019 | Ismailia        | Benín     | 0–0       | Camerún                         | Copa Africana de Naciones 2019 | 0     | 0      |
| 30. | 06-07-2019 | Alejandría      | Nigeria   | 3–2       | Camerún                         | Copa Africana de Naciones 2019 | 0     | 0      |
| 31. | 12-10-2019 | Radès           | Túnez     | 0–0       | Camerún                         | Amistoso                       | 0     | 0      |
| 32. | 13-11-2019 | Yaundé          | Camerún   | 0–0       | Cabo Verde                      | Clasif. Copa Africana 2021     | 0     | 0      |
| 33. | 17-11-2019 | Kigali          | Ruanda    | 0–1       | Camerún                         | Clasif. Copa Africana 2021     | 0     | 1      |
| Total |            | Presencias      | 33        |           |                                 | Goles y asistencias            | 0     | 2      |

## Palmarés

### Campeonatos nacionales
| Título                      | Club              | País    | Año     |
| --------------------------- | ----------------- | ------- | ------- |
| Primera División de Camerún | Union Douala      | Camerún | 2011-12 |
| Copa de Bélgica             | Standard de Lieja | Bélgica | 2015-16 |
| Copa de Bélgica             | Standard de Lieja | Bélgica | 2017-18 |

### Campeonatos internacionales
| Título                    | Club (*) | País  | Año  |
| ------------------------- | -------- | ----- | ---- |
| Copa Africana de Naciones | Camerún  | Gabón | 2017 |

(*) Incluyendo la selección.